# Homestead National Historical Park
Homestead National Historical Park (bis 2021 Homestead National Monument of America) ist eine Gedenkstätte vom Typ eines National Historical Parks in Gage County in Süd-Osten des US-Bundesstaates Nebraska zur Erinnerung an die Besiedelung des Amerikanischen Westens. Der Park befindet sich auf dem Boden der ersten Farm nach dem Homestead Act (Heimstätten-Gesetz) in Nebraska und möglicherweise der ersten der Vereinigten Staaten. 
Daniel Freeman erwarb die Farm 1862 und stellte den Antrag auf seinen Homestead angeblich zehn Minuten nach Mitternacht am 1. Januar 1863, dem Tag an dem das Gesetz in Kraft trat. Ausgestellt wurde die Besitzurkunde mit der Nummer 1 nach fünfjähriger Wartezeit am 20. Januar 1868. Die Farm wurde 1936 vom Kongress der Vereinigten Staaten als erster Homestead anerkannt und als National Monument ausgewiesen. 2021 wurde das National Monument umbenannt und in einen National Historical Park umgewandelt. Die Gedenkstätte wird vom National Park Service betreut.

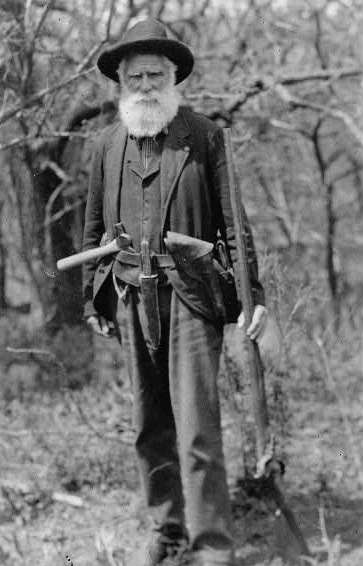
Daniel Freeman

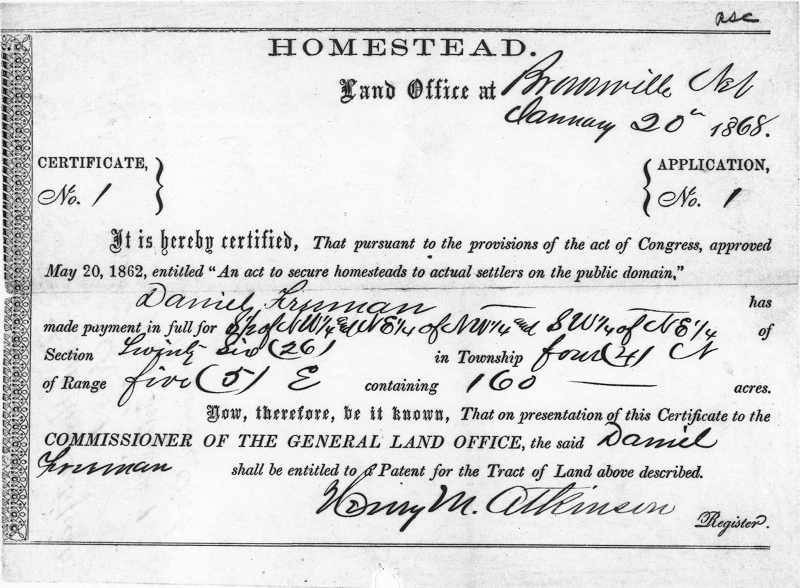
Die Homestead Urkunde #1 aus Nebraska, ausgestellt auf Daniel Freeman

## Geschichte
Freeman wurde 1826 in Ohio geboren, studierte Medizin und wurde als Arzt zugelassen. Im Sezessionskrieg meldete er sich als Freiwilliger und wurde 1862 in Fort Leavenworth, Nebraska stationiert. Als das Heimstätten-Gesetz verabschiedet wurde, suchte Freeman sich Farmland in der zulässigen Größe von 160 acre (64,75 ha) an der Straße nach Fort Kearny westlich von Beatrice, Nebraska aus. Seine Farm lag am Cub Creek und wies eine Hochgras-Prärie, die gutes Ackerland darstellte, Waldbestände und eine ganzjährige Wasserversorgung auf. Die Region war ursprünglich Jagd- und Streifgebiet der Kansa-, Otoe-Missouria- und Pawnee-Indianer, die Bundesregierung kaufte das Gebiet 1825 von den Kansa und wollte zunächst ein Indianer-Territorium einrichten. Ab 1850 drangen zunehmend Siedler in die Region vor und 1854 wurde die Besiedelung im Kansas-Nebraska Act formell freigegeben. Freeman konnte einen früher im Jahr 1862 eingetroffenen Squatter (Bewohner ohne Eigentumstitel) günstig abfinden und ließ seinen Anspruch am ersten Geltungstag des Gesetzes eintragen. 
1865 heiratete er die Verlobte seines Bruders, der im Krieg gefallen war. Mit Agnes Freman hatte er acht Kinder, von denen sieben das Erwachsenenalter erreichten. Bis 1866 bewohnten sie die kleine Blockhütte des Squatters, dann baute Freeman ein größeres Holzhaus, um das in den folgenden Jahren mehrere Nebengebäude entstanden. 1876 zog die Familie in ein großzügiges Ziegelgebäude um, das Freeman im Stil der Zeit bauen ließ.
Schon fast von Anfang an bewirtschaftete er die Farm nicht selbst, sondern nahm einen oder mehrere Pächter auf, stellte das Land und Ochsengespanne und erhielt dafür 50 % der Erträge. Von den Einnahmen der florierenden Farm konnte er weiteres Land erwerben und besaß zeitweilig über 400 ha.
Neben der Verwaltung seiner Farm praktizierte Daniel Freeman wieder als Arzt, ließ sich zum Coroner (Leichenschauer) wählen, bildete sich im Selbststudium in rechtlichen Fragen und wurde als Friedensrichter und Sheriff gewählt. Er führte einen Aufsehen erregenden Prozess, in dem er die Trennung von Kirche und Staat in der Schule seiner Kinder durchsetzte und dafür bis zum Obersten Gerichtshof des Staates Nebraska gehen musste. Der Öffentlichkeit präsentierte er sich als der erste Homesteader der Vereinigten Staaten, verwendete Briefpapier, auf dem seine Blockhütte abgebildet war und stellte sich eher als kleiner Farmer, denn als wohlhabender Grundbesitzer vor.
Er starb 1908 auf der Farm, seine Frau lebte bis 1931 in Beatrice. Die Familie Freeman betrieb die Farm bis 1936, als sie von der US-Bundesregierung angekauft und als Gedenkstätte ausgewiesen wurde.

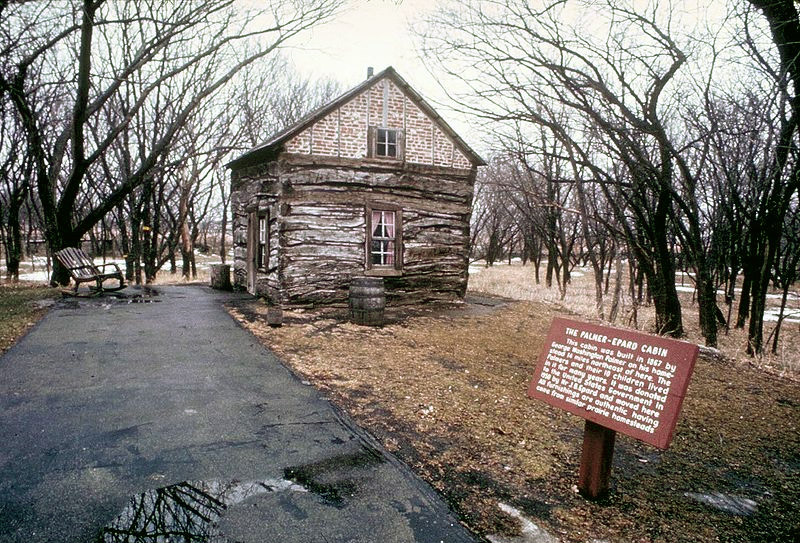
Die Palmer-Epard-Blockhütte von 1867

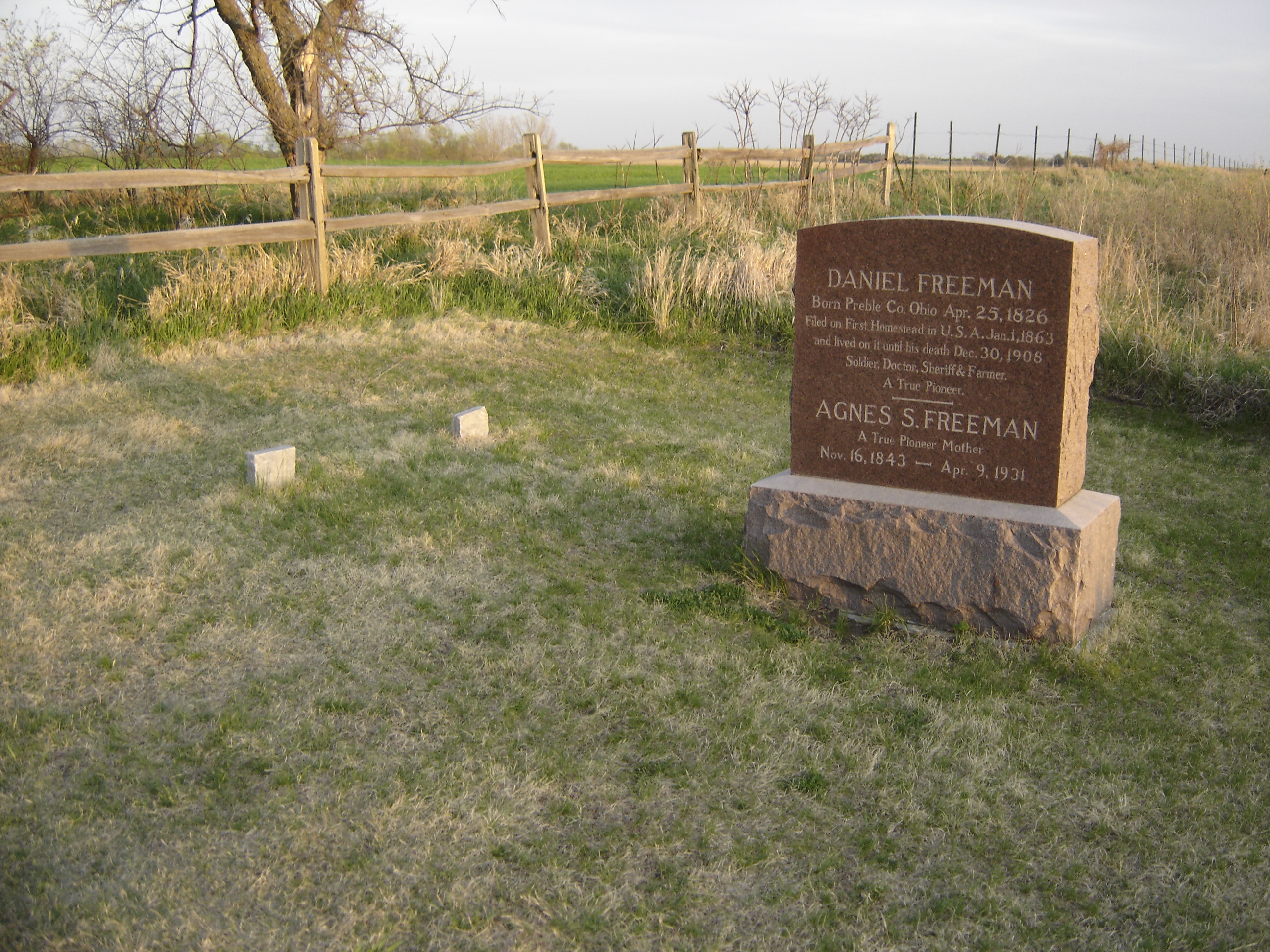
Grab von Daniel und Agnes Freeman

## Der National Historical Park
Die Gedenkstätte renaturierte bereits seit 1939 die ursprüngliche Hochgras-Prärie, um Besuchern den Eindruck zu vermitteln, den Freeman und andere Homesteader beim Eintreffen auf ihrem Land hatten. Die Flächen gehören zu den ältesten und am besten entwickelten rekonstruierten Präriegebieten. Daneben gibt es Vorführflächen für historischen Ackerbau. Die beiden Holzgebäude und der Ziegelbau sind nicht erhalten. 1971 kam die nördlich gelegene Freeman-School zur Gedenkstätte: Die Ein-Raum-Schule war von 1872 bis 1967 in Benutzung und ist typisch für den Mittleren Westen.
Auf dem Gelände steht außerdem die Palmer-Epard-Blockhütte mit einer Grundfläche von etwa 20 m². Sie wurde um 1867 als typische Blockhütte der Region von einem Homesteader in der Nachbarschaft Freemans errichtet. 1966 wurde sie an das National Monument übergeben, an den heutigen Standort umgesetzt und restauriert. Ebenfalls Teil des National Historical Parks ist das Grab von Daniel und Agnes Freeman. 
Im Mai 2007 eröffnete ein neu erbautes Besucherzentrum mit Museum zur Siedlungsgeschichte.